# Dornheim (Thüringen)
Dornheim ist eine Gemeinde im Ilm-Kreis in Thüringen in Deutschland.

## Geografie
Dornheim liegt etwa vier Kilometer östlich von Arnstadt am Wolfsbach. Die Gemeinde gehört der Verwaltungsgemeinschaft Riechheimer Berg an. Der Verwaltungssitz ist in der Gemeinde Osthausen-Wülfershausen.
Die Dornheimer Flur liegt am Südrand des Thüringer Beckens und grenzt im Westen an den Stadtrand von Arnstadt. Im Süden sind Anhöhen des Thüringer Waldes begrenzend. Östlich des Ortes verläuft die die Gemarkung teilende Bundesautobahn 71. Die Landesstraße 1046 verbindet den Ort mit Arnstadt und den östlich von Dornheim liegenden Dörfern.
Die schweren Böden des Thüringer Beckens haben eine hohe Fruchtbarkeit.

## Nachbargemeinden
Dornheim grenzt, im Uhrzeigersinn von Norden beginnend, an Arnstadt und Alkersleben.

## Geschichte
Archäologische Spuren einer menschlichen Besiedlung in der Dornheimer Flur gehen auf die Jungsteinzeit zurück. Viele Funde weisen auf eine aktive frühe Besiedlung im Dornheimer Umland nach. Nördlich des Wolfsbaches befand sich bis etwa zum 13. Jahrhundert die Siedlung Wenigen-Dornheim.
Die erste urkundliche Erwähnung erfolgte 815 in einer Besitzurkunde des Klosters Hersfeld. Der schwarzburgische Amtmann Christoph von Entzenberg erwarb 1553 ein Lehen und erbaute ein Rittergut. Sein Sohn Melchior ließ 1587 das „Gelbe Haus“ (auch Dornheimer Schloss oder Wasserschloss genannt) mit Wassergraben und Zugbrücke ausführen. Mitte des 18. Jahrhunderts erwarb Friedrich Gotthardt Bertuch den Besitz. Die Tochter Bertuchs heiratete den Arnstädter Unternehmer Christian Gottfried Schierholz (1787–1851), der eine Käserei, Spirituosenbrennerei und Essigfabrik im Rittergut einrichtete. 1820 übernahm er die Porzellanmanufaktur in Plaue und verlegte deren Produktion auch teilweise nach Dornheim. 18 Jahre lang wurde Schierholzsches Porzellan in Dornheim bemalt, gebrannt und von hier versandt. Durch erneute Heirat ging das Gut mit Schloss 1906 an die Familie von Witzleben.
Dornheim war 1682–1690 von Hexenverfolgung betroffen. Zwei Kinder, ein Schuljunge und ein 14-Jähriger, gerieten unter dem Vorwurf des Läusemachens und Mäusemachens in Hexenprozesse.
Am 17. Oktober 1707 heiratete Johann Sebastian Bach in der Dorfkirche seine Cousine (2. Grades) Maria Barbara Bach. Zwischen 1733 und 1770 wirkte der Geograph und Universalgelehrte Johann Gottfried Gregorii alias Melissantes als lutherischer Pfarrer in Dornheim. Er trug erheblich zur Instandhaltung der Kirche bei. So ließ er 1734 zwei kleine Glocken durch den Glockengießer Nicolaus Jonas Sorber aus Erfurt gießen. In Dornheim schrieb er sein Gemüths vergnügendes Hand-Buch für Bürger und Bauern (1744) mit zahlreichen Beschreibungen historischer Berufe (Organist, Orgelbauer, Glockengießer, Perückenmacher).
Im August 1813 entführte ein preußisches Freikorps 200 französische Trainpferde aus Dornheim. Der Landkammerrat Schierholz konnte verhindern, dass die Franzosen, die Dornheim bereits umstellt hatten, in einem Racheakt das Dorf abbrannten.
Am 26. Oktober 1813, nach der Völkerschlacht bei Leipzig, trafen sich in Dornheim – unter der lange erhaltenen „Drei-Monarchen-Linde“ – die gegen Napoleon verbündeten Herrscher, der russische Zar Alexander I., der österreichische Kaiser Franz II. und wahrscheinlich der preußische Kronprinz, der spätere König Friedrich Wilhelm IV., um ihre Kampfhandlungen abzustimmen (Drei-Monarchen-Treffen). Der österreichische Kaiser übernachtete im Dornheimer Rittergut, der Zar im Arnstädter Schloss. Eine Teilnahme des preußischen Königs an dem Treffen ist nach neuesten Forschungen jedoch sehr unwahrscheinlich geworden. Das österreichische Heer lagerte zwischen Dornheim und Arnstadt, russische Garde biwakierte zwischen Dornheim und Kirchheim.
Bis 1918 gehörte der Ort zur Oberherrschaft des Fürstentums Schwarzburg-Sondershausen. 1923 war Carl Wilke Pächter der Domäne Dornheim mit dem Vorwerk Käfernburg, mit einer Betriebsfläche von 317 Hektar. Ab 1936 bewirtschaftete Alfred Adalbert von Witzleben-Wurmb, ein durch Adoption entstandener Zweig der Familie von Wurmb, das Rittergut Dornheim, wie auch das Rittergut in Angelroda.
In den Jahren 1944 und 1945 stürzten mehrmals deutsche Jagdflugzeuge in Dorfnähe ab. Auch eine amerikanische „Fliegende Festung“ wurde bei Dornheim abgeschossen. Die fünf Besatzungsmitglieder konnten sich mit Fallschirmen retten, sie landeten in der Nähe des Drei-Monarchen-Denkmals.
Das Dorf, das Schloss und das Inspektor-Haus nahmen ab Anfang 1945 eine große Anzahl von Heimatvertriebenen aus den deutschen Ostgebieten auf.
Bevor Dornheim im April 1945 von US-Truppen besetzt wurde, lag es unter deren Artillerie-Beschuss. Anfang Juli 1945 übernahm die Rote Armee die Besetzung von Dornheim, wie von ganz Thüringen. Damit wurde es Bestandteil der sowjetischen Besatzungszone und ab 1949 der DDR.
Alfred von Witzleben-Wurmb wurde am 25. Juli 1945 von der Sowjetischen Militäradministration verhaftet und kam im Dezember 1945 in einem sowjetischen Offizierslager um. Seine Frau Clementine und die drei Kinder wurden von den sowjetischen Behörden im Oktober aus Dornheim ausgewiesen, sie konnten später nach Westdeutschland flüchten.
Eine aus dem Osten geflüchtete Familie von Götz, aufgenommen von der Familie von Witzleben, nahm sich einschließlich ihrer drei Kinder am 23. August 1945 das Leben – aus Furcht vor erneuter Verhaftung des Familienoberhaupts Georg Jürgen von Götz durch das sowjetische NKWD.
Das völlig intakte Schloss wurde geplündert und war 1947 schon stark verwüstet. Die Museumsverwaltung Arnstadt konnte nur noch wenig Inventar retten. Anfang 1948 erfolgte der völlige Abbruch des Schlosses. Auch von den Wirtschaftsgebäuden des Rittergutes ist wenig erhalten. Ein Rest des Wassergrabens um das Schloss existiert noch.
Die Güter wurden entschädigungslos enteignet und an umgesiedelte und landarme Bauern übereignet. In den 1950er Jahren folgte die Zwangskollektivierung der Landwirtschaft.

## Einwohnerentwicklung
Entwicklung der Einwohnerzahl:
| - 1843 – 429 - 1939 – 604 - 1989 – 527 - 2005 – 575 - 2010 – 562 - 2015 – 569 - 2020 – 567 |

 Datenquelle: ab 1994 Thüringer Landesamt für Statistik – Werte vom 31. Dezember

## Wirtschaft und Infrastruktur
Nach wie vor prägt die Landwirtschaft Dornheim. Unmittelbar südlich des Ortes befindet sich ein Standort der Thüringer Fleisch- & Wurstspezialitäten Rainer Wagner GmbH. Der Garten- und Obstbau führt seine Tradition fort. Andere Industrie- und Handwerkszweige haben sich angesiedelt.

## Wasser und Abwasser
Die Aufgaben der Wasserversorgung und Abwasserbeseitigung wurden auf den Wasser-/Abwasserzweckverband Arnstadt und Umgebung übertragen.

## Kultur und Sehenswürdigkeiten

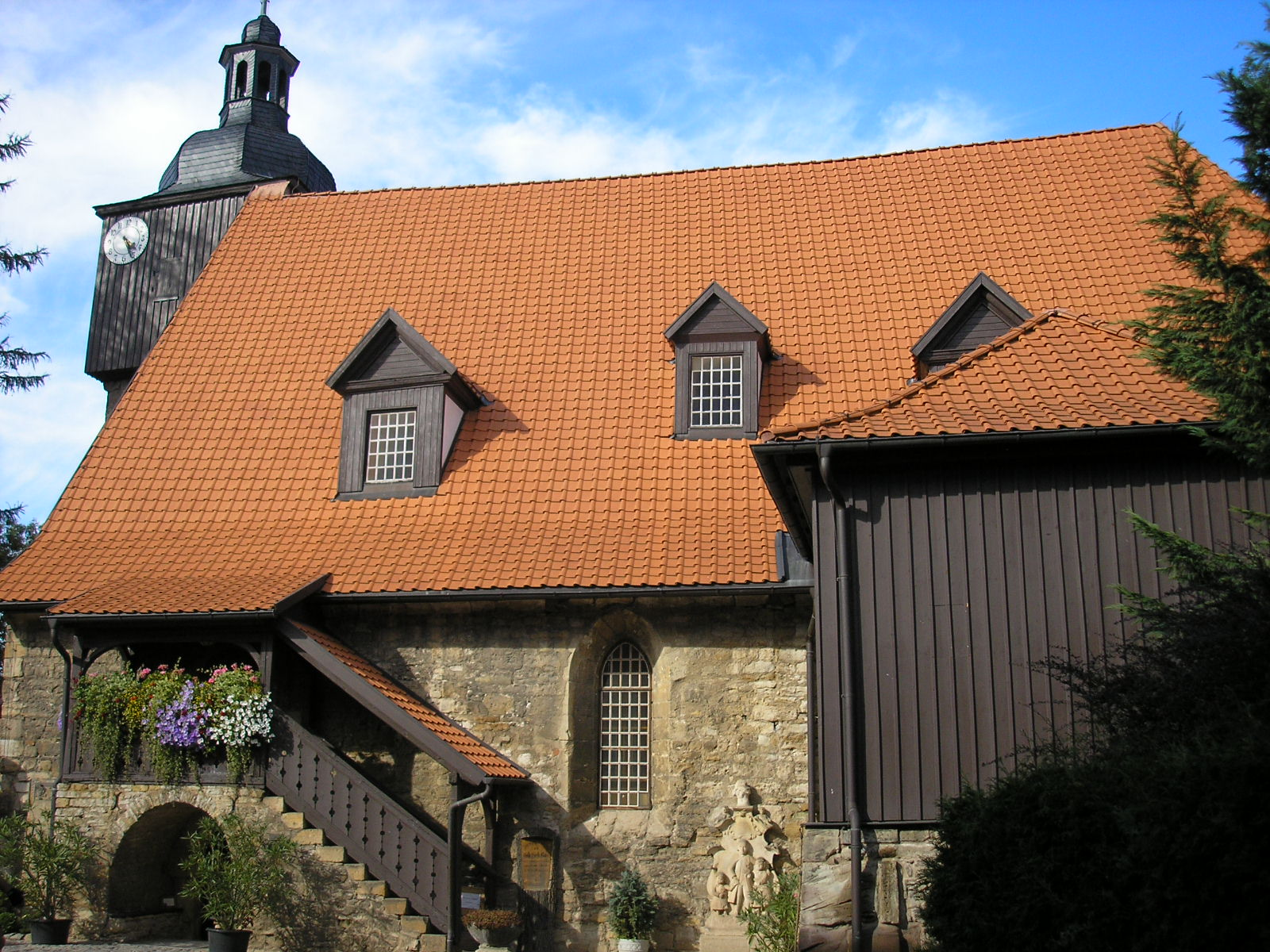
Kirche von Dornheim

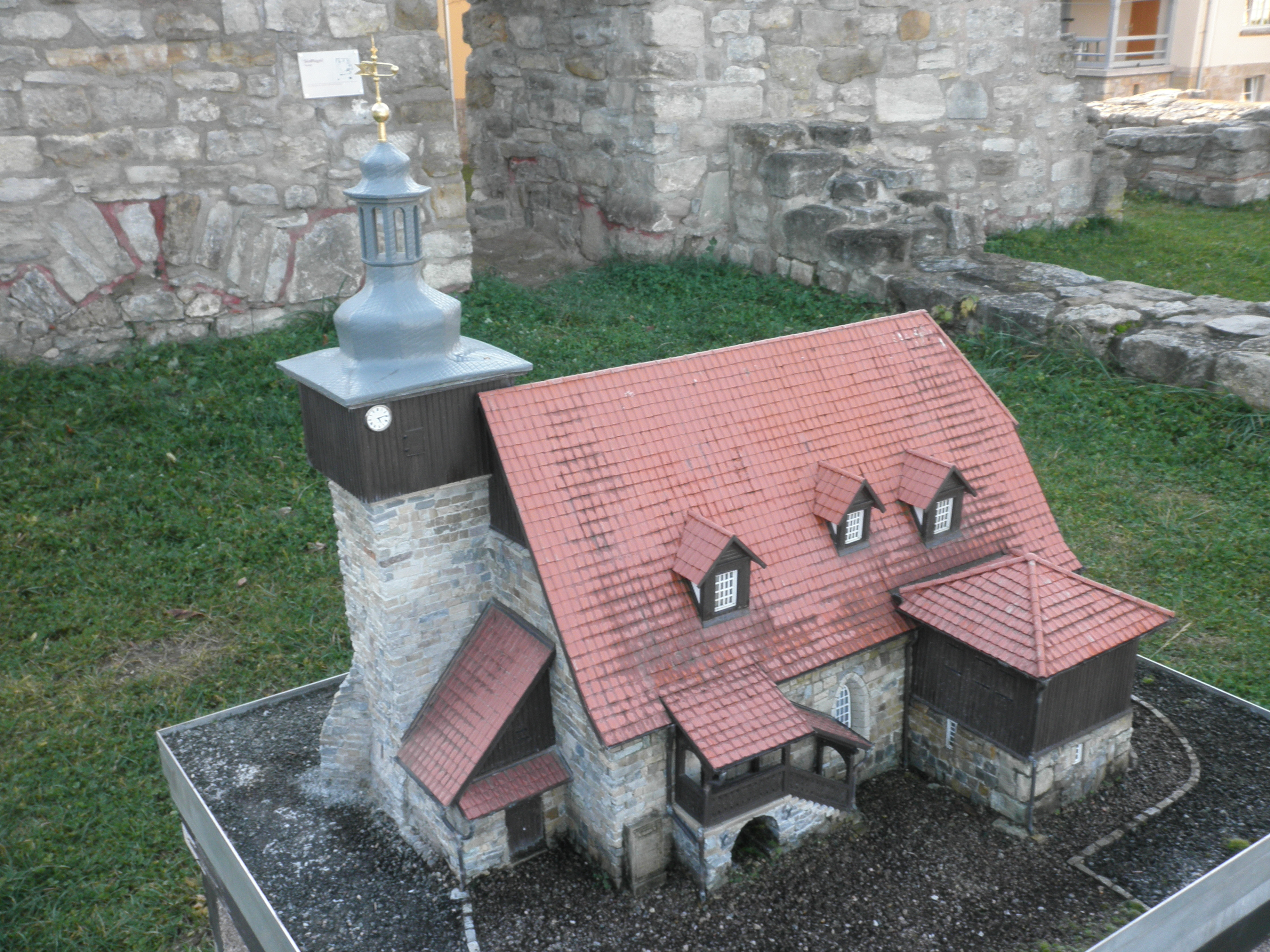
Kirche im Modell des Neideckvereins Arnstadt

- Die Dorfkirche St. Bartholomäi, in der Johann Sebastian Bach 1707 seine Cousine Maria Barbara Bach heiratete, ist Hauptsehenswürdigkeit des Ortes. Auf dem Friedhof neben der Wehrkirche befinden sich Grabmale der Familien Schierholz, von Witzleben und von Götz.
- Das Drei-Monarchen-Denkmal (gegenüber dem Gelände des abgerissenen Ritterguts) erinnert an das Treffen von russischem Zaren, österreichischem Kaiser und preußischem König am 26. Oktober 1813 in Dornheim. Das Denkmal wurde 1863 errichtet, 1913 erweitert und verfiel ab 1945. 1991 wurde es von Bürgern des Ortes wieder instand gesetzt, auch eine Linde neu gepflanzt.
- Eine große Schautafel am Rande des ehemaligen Gutsbezirkes stellt das Schicksal von Schloss, Rittergut und dortigen Familien dar.
- Denkmal für den polnischen Zwangsarbeiter Antonin Junkiewicz, der 1942 ums Leben kam und auf dem Friedhof begraben ist
- historische Grabdenkmale auf dem Friedhof

## Bilder

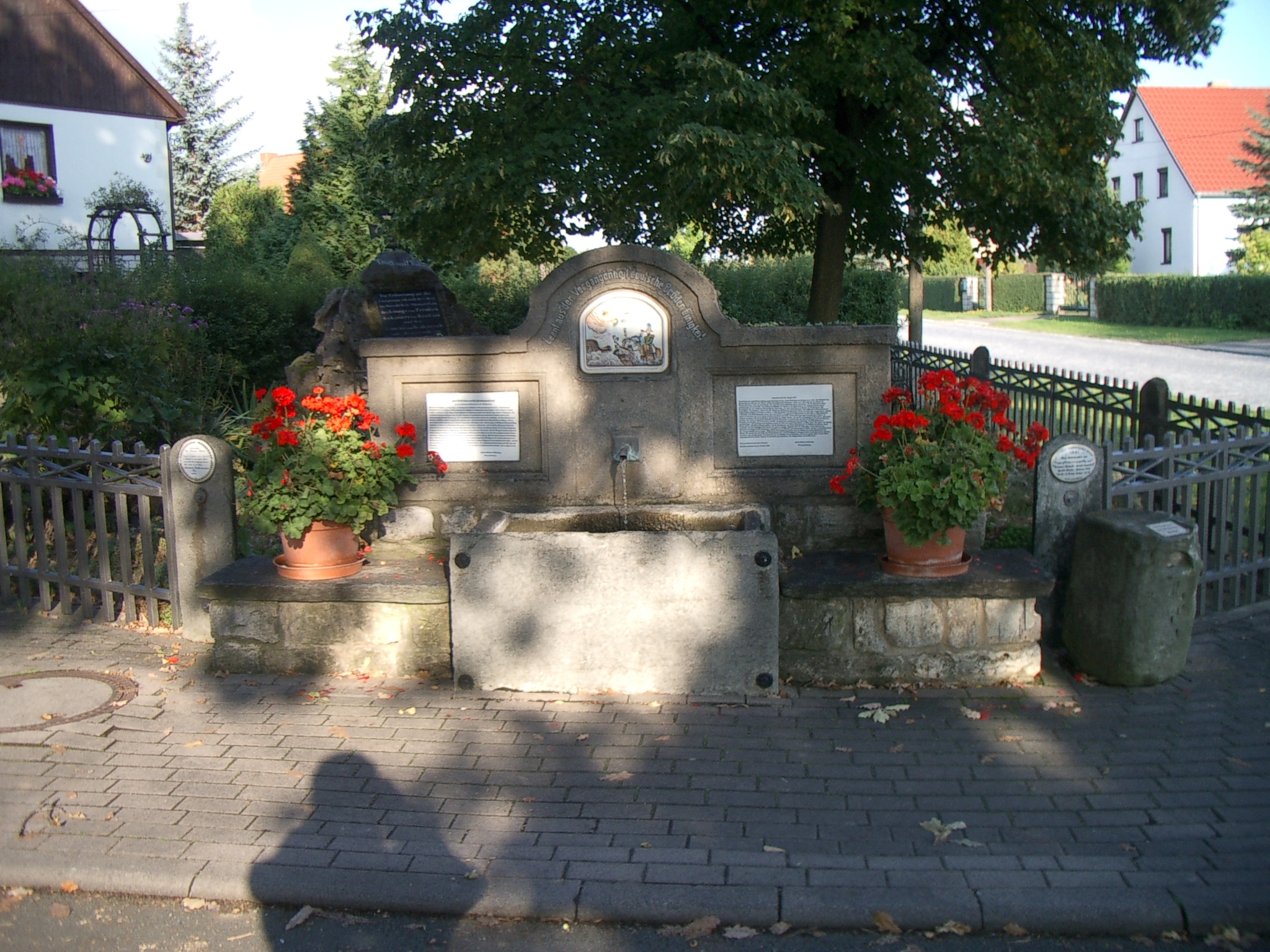
Drei-Monarchen-Gedenkstätte (1813)
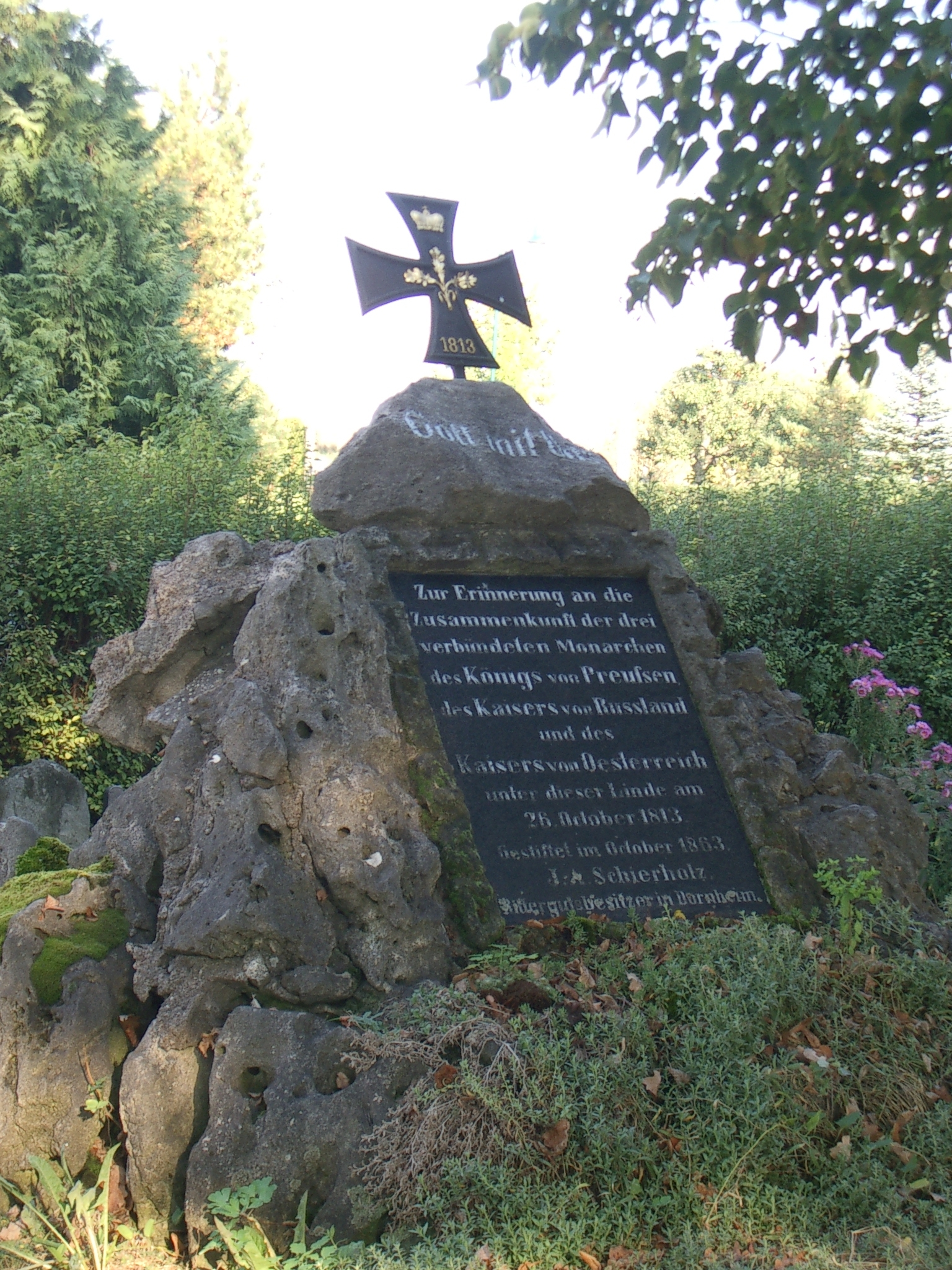
Details der Drei-Monarchen-Gedenkstätte
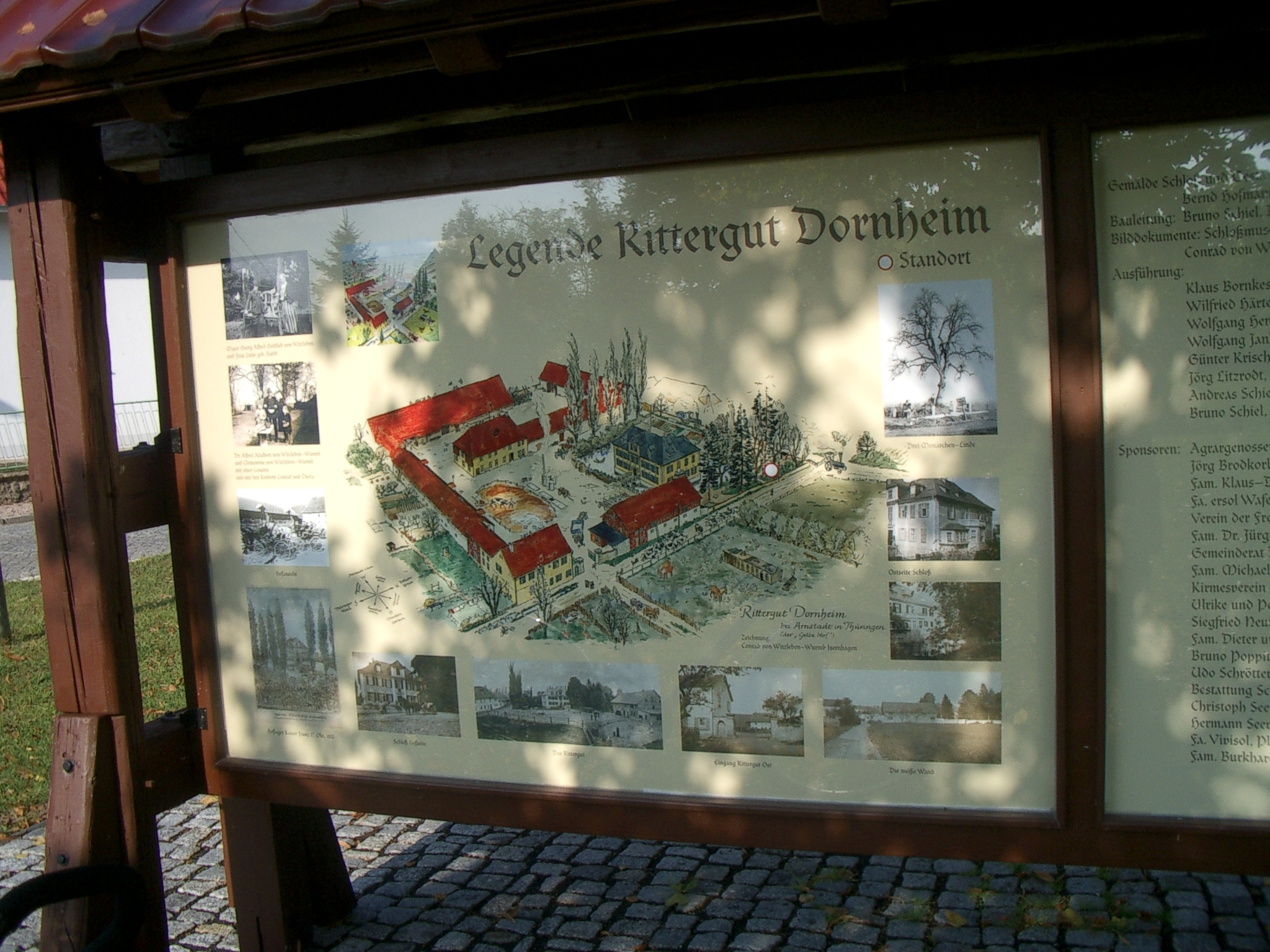
Schautafel zum beseitigten Rittergut
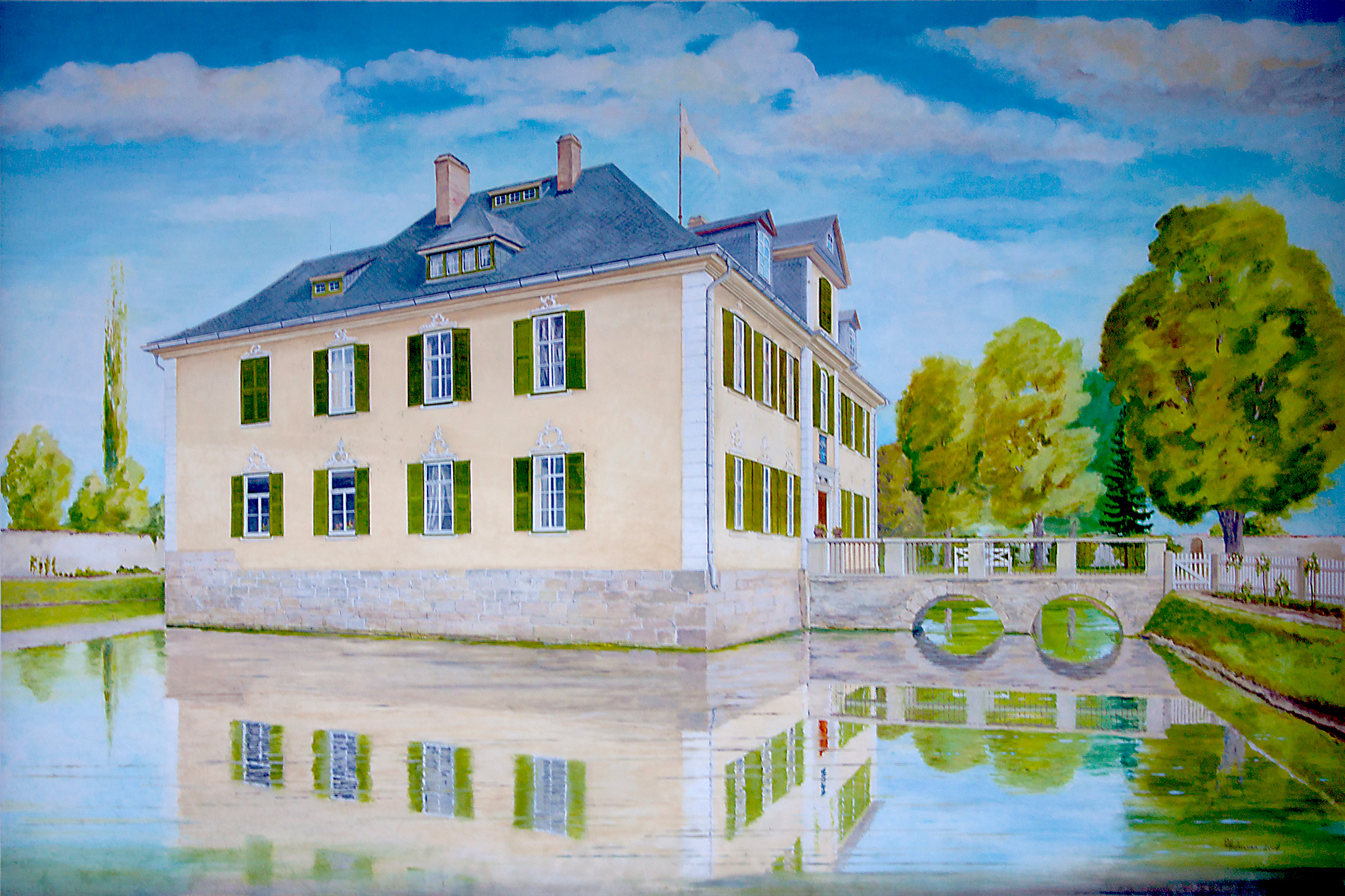
1948 abgerissenes Schloss (auf Schautafel)

## Politik

### Gemeinderat
Der Rat der Gemeinde Dornheim besteht seit der Kommunalwahl am 26. Mai 2019 aus acht Ratsfrauen und Ratsherren, die alle dem Verein der Freiwilligen Feuerwehr Dornheim e. V. angehören.

### Bürgermeister
Der ehrenamtliche Bürgermeister ist seit 2004 Burkhard Walther (Verein der Freiwilligen Feuerwehr Dornheim e. V.), er wurde zuletzt bei der Wahl am 12. Juni 2022 im Amt bestätigt.

### Wappen
Blasonierung: „In Blau ein silberner Balken, dieser belegt mit Notenlinien, einem Violinschlüssel sowie den Noten b-a-c-h; oben zwei und unten eine goldene Königskrone.“ Das Wappenbild
erklärt sich im Hinblick auf die Bedeutung als Bach-Stadt.

## Persönlichkeiten
- Johannes Jäger, latinisiert Crotus Rubeanus, 1480 in Dornheim geboren, während seines Studiums in Erfurt befreundet mit Luther und von Hutten, gehörte zum Erfurter Humanisten-Kreis, war Mitverfasser der „Dunkelmännerbriefe“ und wurde 1520 Rektor der Erfurter Universität.
- Johann Sebastian Bach (* 31. März 1685 in Eisenach; † 28. Juli 1750 in Leipzig), deutscher Komponist, heiratete am 17. Oktober 1707 in Dornheim in der Kirche „St. Bartholomäus“ Maria Barbara Bach, seine Cousine zweiten Grades.
- Johann Gottfried Gregorii alias Melissantes (* 17. Februar 1685 in Toba; † 4. August 1770 in Dornheim), Geograph, Kartographietheoretiker, Genealoge, Historiker, Journalist, Hymnologe und Volksaufklärer
- Christian Gottfried Schierholz (1787–1851), Besitzer des Rittergutes Dornheim und Unternehmer
- Ernst Zahn (1810–1866), deutscher Landwirt und Politiker
- Reinhold Bärwinkel (1834–1898), Landtagspräsident von Schwarzburg-Sondershausen, wuchs in Dornheim auf.
- Fritz Krieger (1841–1896), Jurist und Reichstagsabgeordneter